# Andrea Dueso
Andrea Dueso Pérez (Zaragoza, 13 de abril de 1988) es una actriz española popularmente conocida por sus papeles en las series de televisión Amar en tiempos revueltos, Ciega a Citas, El secreto de Puente Viejo, Chicas del cable, Desaparecidos, Brigada Costa del Sol entre otras.

## Biografía
Andrea Dueso Pérez nació el 13 de abril de 1988 en Zaragoza.
Sus primeros trabajos fueron como modelo realizando campañas para "La vuelta al cole" de El corte Inglés, Telva, Vogue o Zara. También trabajó como modelos en numerosos desfiles. En Zaragoza con tan solo 8 años presentó La fiesta Pitufa durante varios años.
Participó con tan solo 10 años, en concursos de moda en programas de televisión como Día a Día de María Teresa Campos. Junto con Ana Rosa Quintana presentó en Sabor a ti, una edición de un programa especial para niños.
Con tan solo 15 años se trasladó a Madrid para trabajar por primera vez como presentadora del programa anime Mangapolis de La Sexta y un año más tarde en 2005, Comecaminos para Tve y Clan TV.
Empezó sus estudios de interpretación en la escuela de teatro, Interactivo Estudio de actores del director Mario Bolaños en 2006 a la edad de 18 años.

## Trayectoria
Su carrera empezó siendo ella muy joven. Sus primero pasos fueron como modelo y presentadora de programas infantiles.
Su carrera como actriz empezó en el año 2004, con tan solo 16 años como protagonista de la serie Capital, junto con Marta Hazas, Ángels Gonyalons, Guillermo Romero, Raúl Peña entre otros.
En 2005 participó en series como Hospital Centrall, SMS, Impares, Ana y los 7. Ese mismo año empieza a formar parte de la serie Corta-te junto con Bárbara Muñoz y Adrián Lastra.
De 2008 a 2010 trabajó en numerosas series de televisión como El castigo de Daniel Calparsoro, UCO, Hay alguien ahí o La que se avecina.
A medida que sus pasos crecían en televisión, también formaba parte de cortos como El encuentro, dirigido por Raúl Martín Solera, Marina de Álex Montoya, Los secretos de Miren de Ray Marhuenda, Luz dirigido por Pablo Aragüés, corto por el cual le han dado un premio como mejor Actriz en 2010.
En enero de 2011 se incorpora a la serie Amar en tiempos revueltos con el personaje de Lucy. En ese mismo año participó en Fisíca y Química,Vida loca y terminaría el año incorporándose a Arrayan. Y también llegó a su debut en el cine de la mano de Pablo Aragües con la película Road To Wacken.
Durante el año 2012 comenzó a grabar una serie para internet en la plataforma de Antena 3, Las Crónicas de Maia, siendo ella la protagonista de la misma. También en este año grabó el corto Saras de Daniel Zarandieta.
En 2012 compartiendo cartel con Luis Fernández, Ana caldas, Juan Blanco, Alicia Sanz protagonizó After party de Miguel Larraya.
En marzo de 2013 graba en New York la película Encontrados en Nyc de Daniel Zarandieta. Estrenada en el Festival de Cine Europeo de Sevilla
En noviembre de 2014 se anuncia que se incorpora a la serie diaria de Cuatro, Ciega a citas con el personaje de Vane. Es una serie de televisión de género cómico, producida por Mediaset España en colaboración con Big Bang Media. Teresa Hurtado de Ory, Álex Gadea, Octavi Pujades Arancha Martí, Joaquín Climent, Belinda Washington formaban parte del reparto de la serie.
En septiembre de 2015 se incorpora a la serie El secreto de Puente Viejo donde su personaje Melisa estará en pantalla durante unos meses.
En este mismo año fue protagonista de una de sus primeras obras de teatro,  Te elegiria otra vez. Sara Escudero es la autora del texto y directora de la obra junto a Goyo Jiménez como codirector estelar. El 29 de mayo tuvo lugar el estreno para el público general, realizando función los viernes de junio y julio en el Teatro Alfil. Junto con Esmeralda moya, Nerea Garmendia, Bernabe Fernández, Nene y David García Palencia
En 2015, Andrea Dueso junto con su compañera de reparto Rocío Muñoz Cobo presentan el nuevo montaje de Arturo Turon, 'Alma', basado en la película 'Persona' de Ingmar Bergman. El espectáculo se estrenó el 28 de febrero y estuvo hasta el 5 de abril en Nave 73 de Madrid. Para después trasladarse a el Teatro Lara y viajar a Zaragoza después. El 7 de Mayo de 2016, Ophelia, se estrenó en Nave 73, dentro de la programación oficial de la III Muestra de Creación Escénica Surge Madrid 2016. Arturo Turón, es el responsable, tanto de la dirección, como de la dramaturgia. Inspirado en las obras de Hamlet de William Shakespeare y La Máquina de Hamlet, del alemán Heiner Müllerel.
En 2017 llegó al Centro Dramático Nacional con #MALDITOS16 obra escrita dentro de Escritos en la escena. Su autor Fernando J. López.
Reparto: Pablo Béjar, Andrea Dueso, Manuel Moya, Paula Muñoz, David Tortosa, Rocío Vidal
Equipo artístico: Fernando J. López (Texto), Quino Falero (Dirección)
Después de tres años Andrea Dueso ha viajado por España con esta obra. Sevilla, Zamora, Valladolid, Comunidad de Madrid, Málaga, Valencia, Murcia, Valdepeñas...
#MALDITOS16 estuvo en 33 FESTIVAL INTERNACIONAL DE TEATRO HISPANO DE MIAMI- julio de 2018.
La última vez que #malditos16 ha estado en Madrid ha sido en 2020 durante el 31 de enero hasta 15 de febrero en el Teatro Galileo
En 2018, Andrea participa en varios capítulos de la serie Servir y Proteger de TVE.
En enero de 2019 grabó  ‘11-D. Una mañana de invierno’, TV Movie dirigido por Roberto Roldán, que rememora todo lo ocurrido aquel trágico día de 1987, así como las fatídicas 24 horas anteriores y posteriores de un atentado que conmocionó a la opinión pública española y, de forma muy especial, a todos los aragoneses.
En octubre de 2019 grabó Detox, es una historia dirigida por Daniel Monzón y escrita por Daniel Sánchez Arévalo. El segundo capítulo de El Poder de la Red, una producción original de Vodafone
Brigada Costa del Sol para Telecinco y Netflix, Las chicas del Cable también para la misma plataforma y Desaparecidos de la productora Plano a Plano y dirigida por Jacobo Martos, Madres y Señor dame Paciencia han sido sus últimas participaciones en televisión.

## Filmografía

### Televisión
| Año       | Título                     | Papel                  | Notas                                                        |
| --------- | -------------------------- | ---------------------- | ------------------------------------------------------------ |
| 2004      | Capital                    | Aitana                 | Papel principal                                              |
| 2005      | Ana y los 7                |                        | 1 episodio ("Rebelión a bordo")                              |
| 2005      | Hospital Central           | Alicia Aguado          | 1 episodio ("La culpa de todo")                              |
| 2005      | Corta-t                    | Nuria                  | 7 episodios                                                  |
| 2007      | SMS                        |                        | 1 episodio ("Cada vez más cerca")                            |
| 2008      | El castigo                 |                        | Miniserie                                                    |
| 2008-2011 | Amar en tiempos revueltos  | Lucy                   | 69 episodios                                                 |
| 2009      | UCO                        | Claudia                | 1 episodio ("Hogar, dulce hogar")                            |
| 2009      | Los exitosos Pells         |                        | 10 episodios                                                 |
| 2010      | Hay alguien ahí            | Lara                   | 5 episodios                                                  |
| 2010      | Marina                     | Marina                 | Papel principal (Corto)                                      |
| 2010      | Quédate a mi lado          |                        | Papel principal (Corto)                                      |
| 2010      | La que se avecina          | Vanesa Valcárcel       | 1 episodio ("Una conejita, un inmigrante y un juez cabreao") |
| 2010      | Luz                        | Luz                    | Papel principal (Corto)                                      |
| 2011      | Los secretos de Miren      | Carol                  | Corto                                                        |
| 2011      | Física o química           | Susana                 | 3 episodios                                                  |
| 2011      | Vida loca                  |                        | 1 episodio ("El rap del hetero")                             |
| 2011-2012 | Las crónicas de Maia       | Maia                   | Protagonista (Para internet)                                 |
| 2011      | Arrayán                    |                        | Papel secundario                                             |
| 2012      | Saras                      | Sara                   | Papel principal (Corto)                                      |
| 2012      | Toledo                     |                        | 2 episodios                                                  |
| 2012      | Afterparty                 | Ana                    | Papel principal                                              |
| 2014      | Ciega a citas              | Vane                   | Papel secundario (serie de TV)                               |
| 2015-2016 | El secreto de Puente Viejo | Fernanda Ruiz "Melisa" | Papel secundario                                             |
| 2018      | Servir y proteger          | Estrella               | Papel secundario                                             |
| 2018      | Brigada Costa del Sol      |                        | 3 capítulos.                                                 |
| 2019      | Las Chicas Del cable       | Falsa Alba             | Papel episódico                                              |
| 2019      | Desaparecidos              |                        | Papel episódico                                              |
| 2022      | Madres                     | Carol                  | Papel episódico                                              |

### Cine
| Año  | Título                     | Director          |
| ---- | -------------------------- | ----------------- |
| 2011 | Road To Wacken             | Pablo Aragues     |
| 2013 | Afterparty                 | Miguel Larraya    |
| 2013 | Encontrados en NYC         | Daniel Zarandieta |
| 2016 | Que dios nos perdone       | Rodrigo Sorogoyen |
| 2017 | 11D- Un mañana de invierno | Luis Roldan       |

### Teatro
- -     - Malditos 16. Director Quino Falero.
    - Ophelia. Director Arturo Turón.
    - Alma. Director Arturo Turón.
    - Te elegiría otra vez. Directora Sara Escudero.
    - La hipodérmica. Director Jaime Aranzadi

### Cortometrajes
- Detox. Dir. Daniel Monzón.
- Agujero de gusano. Dir. Jaime Olías.
- Menú. Dir. Carlos Bigorra.
- Engagement. Dir. Roberto Pérez Toledo.
- Parasomnia. Dir. Julia Gangutia.
- Fito y Pitchi. Dir. Fernando Tortosa.
- El país de nunca jamás. Dir. Jesús Salvo.
- Me llamo Búho. Dir. Irene Garcés.
- Diario de una persona. Dir. Jesús Salvo.
- Buble while. Dir. Pedro Pérez Martí.
- Saras. Dir. Dani Zarandieta.
- Los secretos de Miren. Dir. Rai Marihuenda Pi.
- Luz. Dir. Pablo Aragüés.
- Dramas microscópicos. Dir. Julio Mazarico.
- Marina. Dir. Álex Montoya.
- Al otro lado. Dir. Miguel Larraya.

## Premios
ANDREA DUESO Premio Joven #cineysalud2016
ANDREA DUESO Premio Mejor Actriz en el Festival SCIFE por su papel en Luz de Pablo Aragues